# Stadtkirche Zur Heiligen Dreifaltigkeit (Delmenhorst)

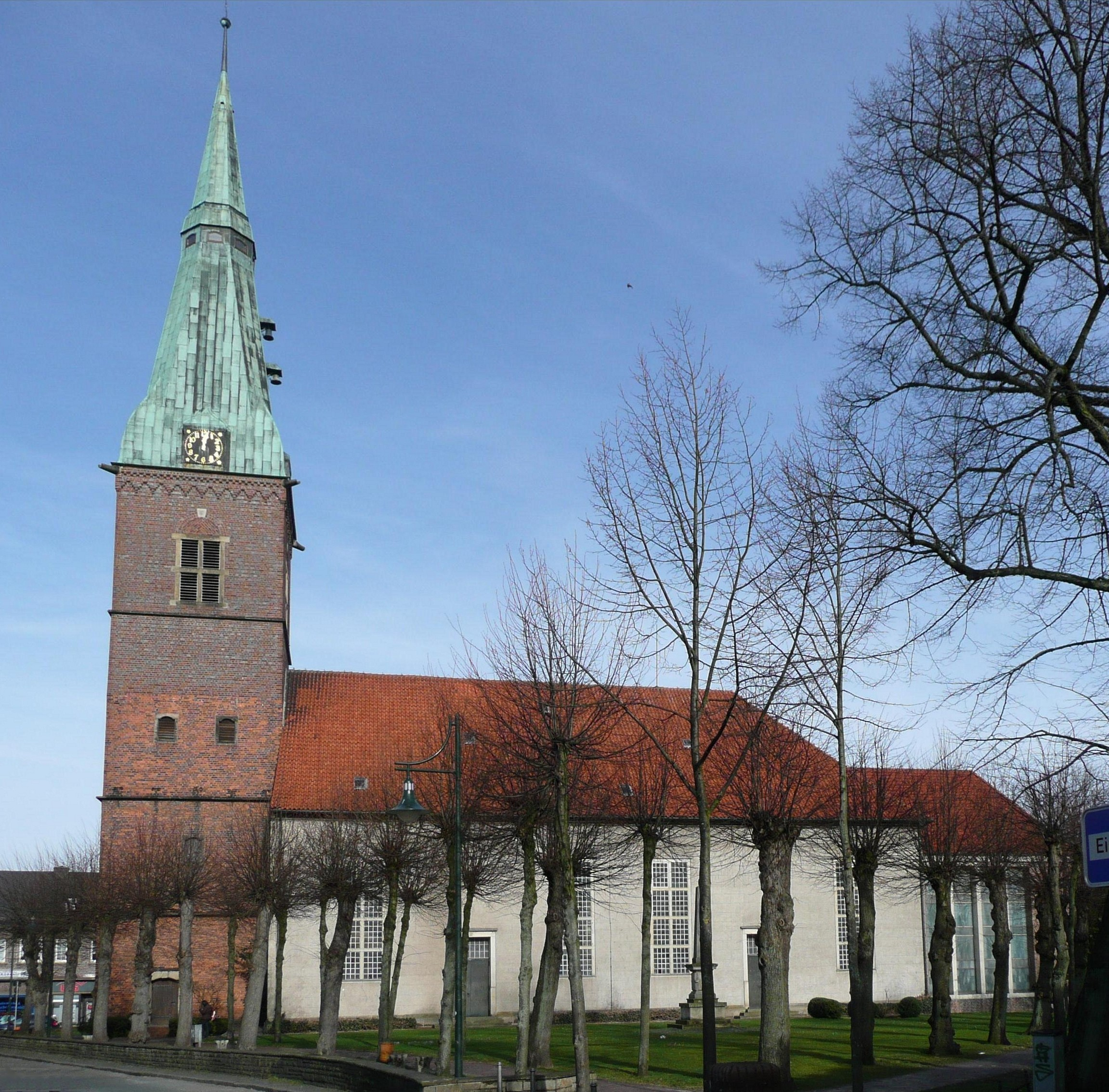
Stadtkirche Delmenhorst

Die Stadtkirche Zur Heiligen Dreifaltigkeit ist eine 1789 erbaute evangelisch-lutherische Kirche in Delmenhorst. 
Das Bauwerk ist ein Baudenkmal in Delmenhorst.

## Geschichte
Anstelle der ersten Kirche in Delmenhorst, die am heutigen Marktplatz gestanden haben soll und die 1538 zerstört wurde, wurde am Kirchplatz eine Fachwerkkirche errichtet. 1614 begründete Graf Anton II. von Oldenburg und Delmenhorst den 1619 beendeten Bau einer neuen Kirche. Sie war vermutlich von dem norddeutschen Künstler Ludwig Münstermann ausgestattet (Altar, Kanzel und sogenannter Gräflicher Stuhl) und bekam eine als Grablege für das Grafenhaus gedachte Gruft. 1789 entstand ein Neubau, dessen Umfassungsmauern (ohne Chorraum) noch heute bestehen. 1908 wurde die Erweiterung der Kirche erforderlich, wobei der Altarraum angebaut und der Turm auf 54 Meter erhöht wurde. Dabei wurde der bisherige Eingang an der Südseite des Turms zur Westseite verlegt. 1967 und 2020 wurde der Innenraum neu gestaltet.

## Beschaffenheit

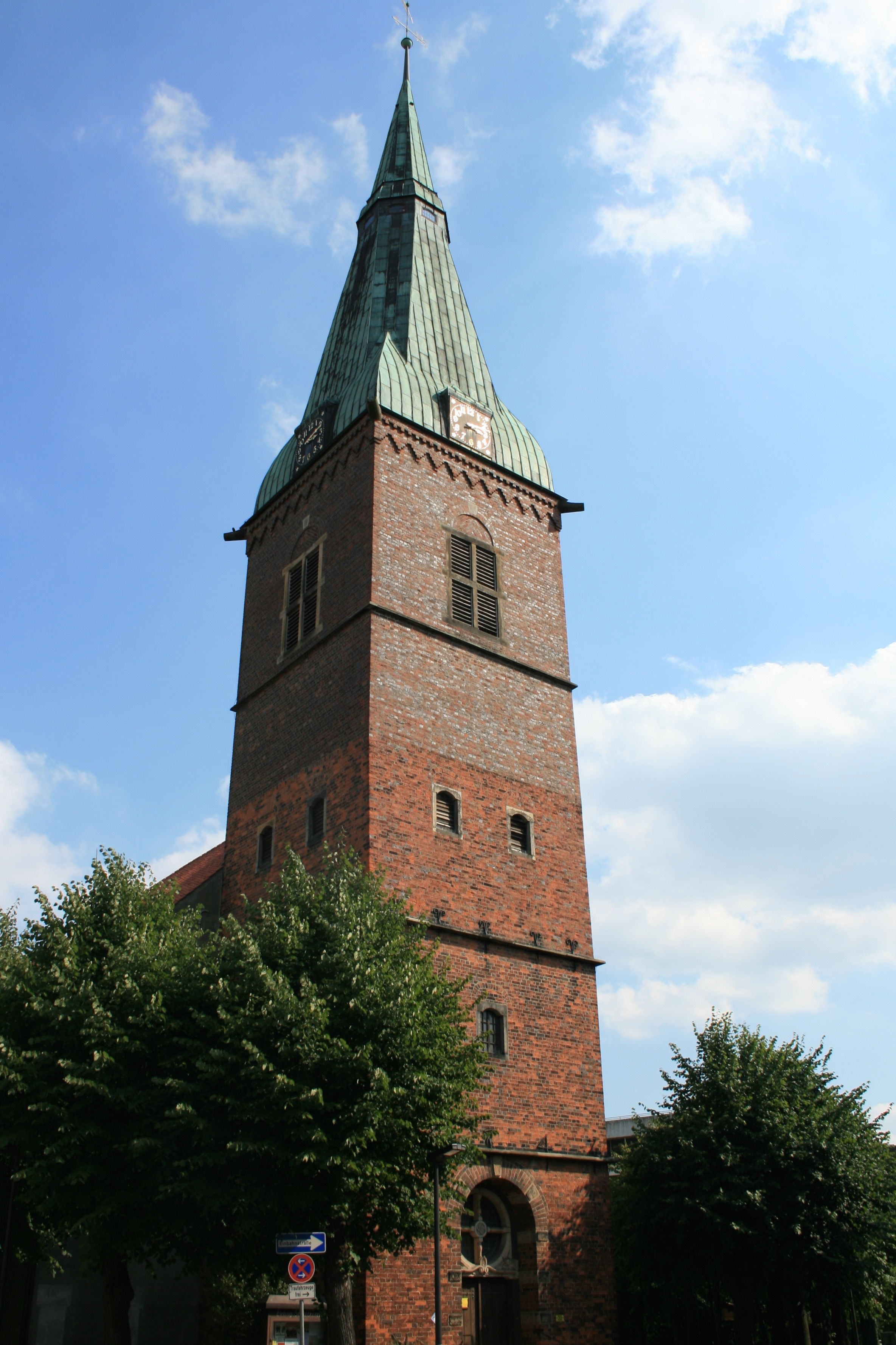
Turm mit Eingangstür

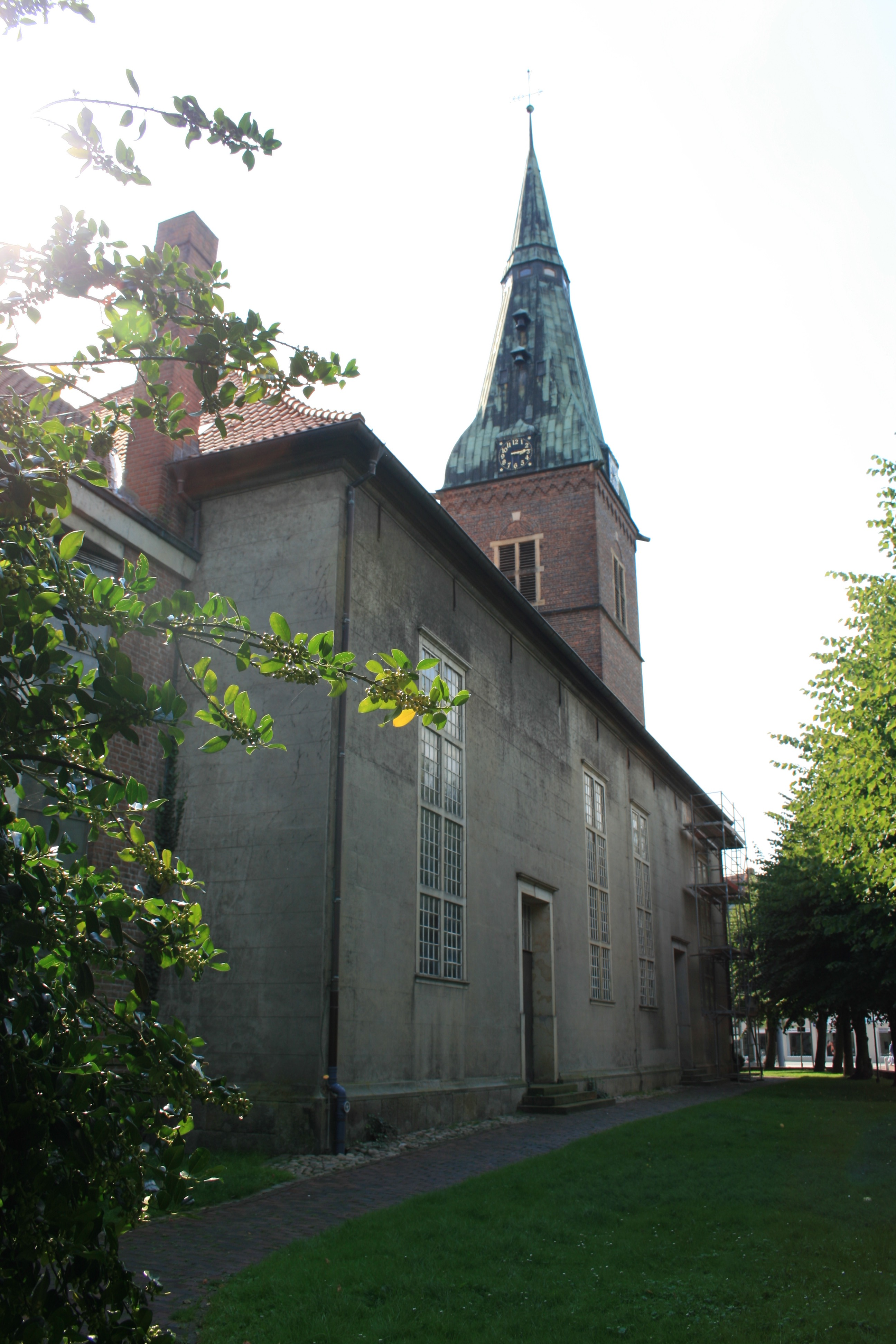
Kirchenschiff und Turm, Nordseite

### Eingang ins Kirchenschiff
Über der Glastür steht die Inschrift „Lob, Preis und Ehr' sei allezeit der Heiligen Dreifaltigkeit“, die sich auf den neuen Namen Stadtkirche „Zur Heiligen Dreifaltigkeit“ bezieht und von Hermann Oetken (* 1909; † 1998) gemalt wurde. Oetken war ein Kirchenmaler der Region, der mit der Stadtkirchengemeinde eng verbunden war und lange Zeit dem Gemeindekirchenrat angehörte.

### Epitaph
Die in der Südwand angebrachte kleine Steinskulptur, die den auferstandenen Christus zeigt, ist ein Epitaph (Gedenkstein) und stammt mit großer Wahrscheinlichkeit von der früheren Burg Delmenhorst. Es soll dort die Eingangstür oder eine Seitenwand der Schlosskapelle geschmückt haben. Als Entstehungszeit wird der Zeitraum von 1570 bis ungefähr 1600 angesehen.
Dr. Karl Sichart beschäftigte sich Ende der 1920er-Jahre eingehend mit diesem Epitaph und kam zu dem Schluss, dass es zum Gedenken eines Arend von Elverfeld gestiftet sein muss. Dieser war ab 1559 Drost (d. h. erster Verwaltungs- und Justizbeamter) von Delmenhorst und mit der Tochter des Kanzlers am Oldenburger Grafenhof, Elisabeth Vogt, in zweiter Ehe verheiratet. Die Wappen auf der Konsole sind den beiden Familien zuzuordnen. Die lateinische Inschrift frei nach Hiob lautet übersetzt: „Ich weiß, dass mein Erlöser lebt und ich am Jüngsten Tage von der Erde auferstehen werde.“ (Hi 19,25 ) Das Epitaph ist unvollständig, denn die Bekrönung, Säulen als Seitenteile und die Inschrifttafeln, die Aufschluss über die dazugehörige Familie geben könnten, fehlen.

### Skulptur "Dreifaltigkeitsbronze"
Eine hohe freistehende Säule im Innenraum besteht aus drei Ebenen und repräsentiert die Trinität der christlichen Lehre.
- Die untere Ebene stellt die Schöpfung mit Pflanzen, Tieren, Adam und Eva dar.
- Im mittleren Bereich schaut der leidende Jesus auf die Gemeinde im Kirchenschiff. Zur Rückwand gewendet sind die Mutter Maria tief verschleiert und der Apostel Petrus, den man an dem ihm im Nacken sitzenden Hahn erkennt, zu sehen.
- Der dritte, oberste Bereich der Säule deutet das Wirken des Heiligen Geistes in der Kirche an. Zu sehen sind dort Stephanus, der erste Diakon, und die Apostel Johannes und Paulus.

Die Säule ist ein Werk des Künstlers Karl-Henning Seemann (* 1934 in Wismar; † 2023), der es 1967 für die neugestaltete Stadtkirche schuf. Die Säule stand bis 2020 hinter dem Altar, wurde dann aber an einen anderen Platz im Innenraum umgestellt.

### Altarbild
Hinter dem Altar wurde bei der Umgestaltung 2020 ein Glaswerk des Wilhelmshavener Künstlers Hartmut Wiesner aufgehängt, das ein Kreuz darstellt und das bei entsprechender Beleuchtung Kreuze an die dahinter liegende Wand abbildet.

### Altarfenster
Im Jahre 1988 erhielt der Chorraum die farbigen Fenster. Sie haben das Pfingstgeschehen als Thema. Wilhelm Buschulte aus Unna hat die Fenster entworfen, in einer Werkstatt im Taunus wurden sie hergestellt. Sie sind aus „mundgeblasenen, opalisierenden und opaken farbigen Antikgläsern“ (W. Buschulte) gestaltet. Damit ihre Farbigkeit und Wärme mehr in den Kirchenraum übermittelt werden können, wurde noch die rückwärtige weiße Wand errichtet.

### Grafengruft
In der sogenannten Grafengruft stehen Särge der letzten Oldenburgisch-Delmenhorster Grafenfamilie, nämlich des Grafen Anton II. (1550–1619), seiner Ehefrau, der Gräfin Sibylla Elisabeth (1576–1630) sowie zweier seiner Kinder, des Grafen Christian IX. (1612–1647) und der Gräfin Sibylla Maria (1608–1640). Graf Anton II. hat, nachdem ein erster Kirchbau 1538 in kriegerischer Auseinandersetzung zerstört worden war, von 1614 bis 1619 an dem heutigen Standort der Kirche ein neues Gotteshaus errichten lassen. Hier ließ er unter dem Altarraum eine Gruft bauen, die er für sich und seine Familie als Grablege vorsah. Dieser Raum ist im Laufe der Jahrhunderte mehrfach verlegt worden und befindet sich heute wieder unter dem Chorraum der Kirche. An den Särgen lässt sich ablesen, wie das Leben der gräflichen Familie vom Christentum durchdrungen war. Außer mit den persönlichen und verschiedenen Familienwappen sind die Särge mit zahlreichen Bibelsprüchen versehen, so am Sarg der Sibylla Elisabeth der Psalm 73, 25–26 "Wenn ich nur dich habe, so frage ich nichts nach Himmel und Erde. Wenn mir gleich Leib und Seele verschmachtet, so bist du doch, Gott, allezeit meines Herzens Trost und mein Teil."

## Einrichtung

### Liturgische Gegenstände
Flämische Kronen
Zwei alte Messingleuchter, sogenannte Flämische Kronen, schmücken den Altarraum; ein dritter hängt im Turm.
Sie sind Stiftungen Delmenhorster Bürgerfamilien und hingen schon im ersten Kirchenraum. Alle drei Leuchter haben Inschriften, die über die Stifter und das Jahr der Stiftung Auskunft geben (im Altarraum links: 1638, rechts: 1646, im Turm: 1756). Besonders ausführlich ist diejenige in der ältesten Krone: „Alles zu seiner Zeit - Der 01 Gr : 01 Delm Vogt in der Stuer, Conradus Lippel, anno 1633 am 6. Oktober in dieser Kirche ward begraben - Gott sei seiner Seelen gnöd/g - und derowegen ward ich nachfolgends von Ludgern Thiman und dessen Hausfrawen Catharinen ßrün/ngs zum Gedächtnis anhiero verordnet Anno 1638.“
Kirchensilber
In dem kleinen Schrein an der Südwand sind die Abendmahlsgeräte untergebracht, die der Gemeinde von verschiedenen, hier tätig gewesenen Seelsorgern gestiftet wurden. Bei jeder Feier des Heiligen Abendmahls werden diese Kelche und Patenen benutzt.
Weitere Liturgische Gegenstände
Die weiteren Einrichtungsgegenstände der Kirche – Kanzel, Sandstein-Altar und Taufstein, Bronze-Kerzenhalter, Taufschale, Leuchter für die Osterkerze – sind modern gehalten. Letztere sind mit Natursteinen geschmückt, ebenso das schlichte Standkreuz auf dem Altar. Diese Gegenstände kamen 1967 beim großen Umbau in die Kirche.
Gemälde
An den Wänden im Kirchenschiff befinden sich vier Gemälde. Über diejenigen an der Nordwand ist nichts Näheres bekannt.
Die Bilder an der Südwand sind von Fritz Stuckenberg gemalt. Die beiden Bilder aus seiner Frühzeit (1908) schmückten den Altar bis 1946; erst 1997 kehrten sie in den Kirchenraum zurück. Das große Gemälde zeigt „Christus, über den See wandelnd“ (Matth. 14, 22-33), in dem Augenblick, als er Petrus rettend nahekommt.
Mit dem Bildnis von Maria mit dem Kinde erinnert Stuckenberg an die erste Kirche in Delmenhorst, die der Gottesmutter geweiht war.
Gedenktafeln für Chorherren und Pfarrer
Über der Glastür sieht man eine Verzierung von der früheren Kanzel dieser Kirche und an beiden Seiten je eine Tafel, die Auskunft über alle Chorherren bzw. die Pfarrer, die seit der Reformation an dieser Kirche und ihren Vorgängerbauten gewirkt haben. Auch diese Tafeln sind von Hermann Oetken gemalt.
Erinnerungsgegenstände in der Vitrine
In einer Vitrine steht ein Abendmahlskelch, der als Krankenkelch benutzt wurde, Namensverzeichnisse von Ratsherren und Gemeindekirchenräten, die jeweils in den Kugeln der Wetterfahnen aufbewahrt wurden bzw. werden, einen alten „Mietvertrag“ über einen sogenannten „Kirchenstuhl“ (familieneigener geschlossener Platz im Kirchenschiff) und eine Zeichnung der Grablagen, die 1751 in dieser Kirche vorhanden waren, da es üblich war, in der Kirche zu bestatten. Der damalige Gemeindepfarrer, Pastor Vollers, hat die Verteilung der Gräber in der Kirche (und auf dem sie seinerzeit umgebenden Friedhof) mit diesen Zeichnungen genau festgehalten.

### Glocken
In der Turmhalle hängt ein Dreiergeläut, das auf -c'-, -es'- und -ges'- gestimmt ist. Es wurde nach dem Ersten Weltkrieg von der Industrie in Delmenhorst gestiftet, vom „Bochumer Verein für Bergbau und Gussstahlfabrikation“ hergestellt und 1924 am 13. April geweiht. Die Glocken tragen die Aufschriften: „In ernster Zeit - dem Herrn geweiht - uns zur Seligkeit“ und „Seid fröhlich in Hoffnung - geduldig in Trübsal - haltet an am Gebet“ (Rom. 12, 12).

### Orgeln

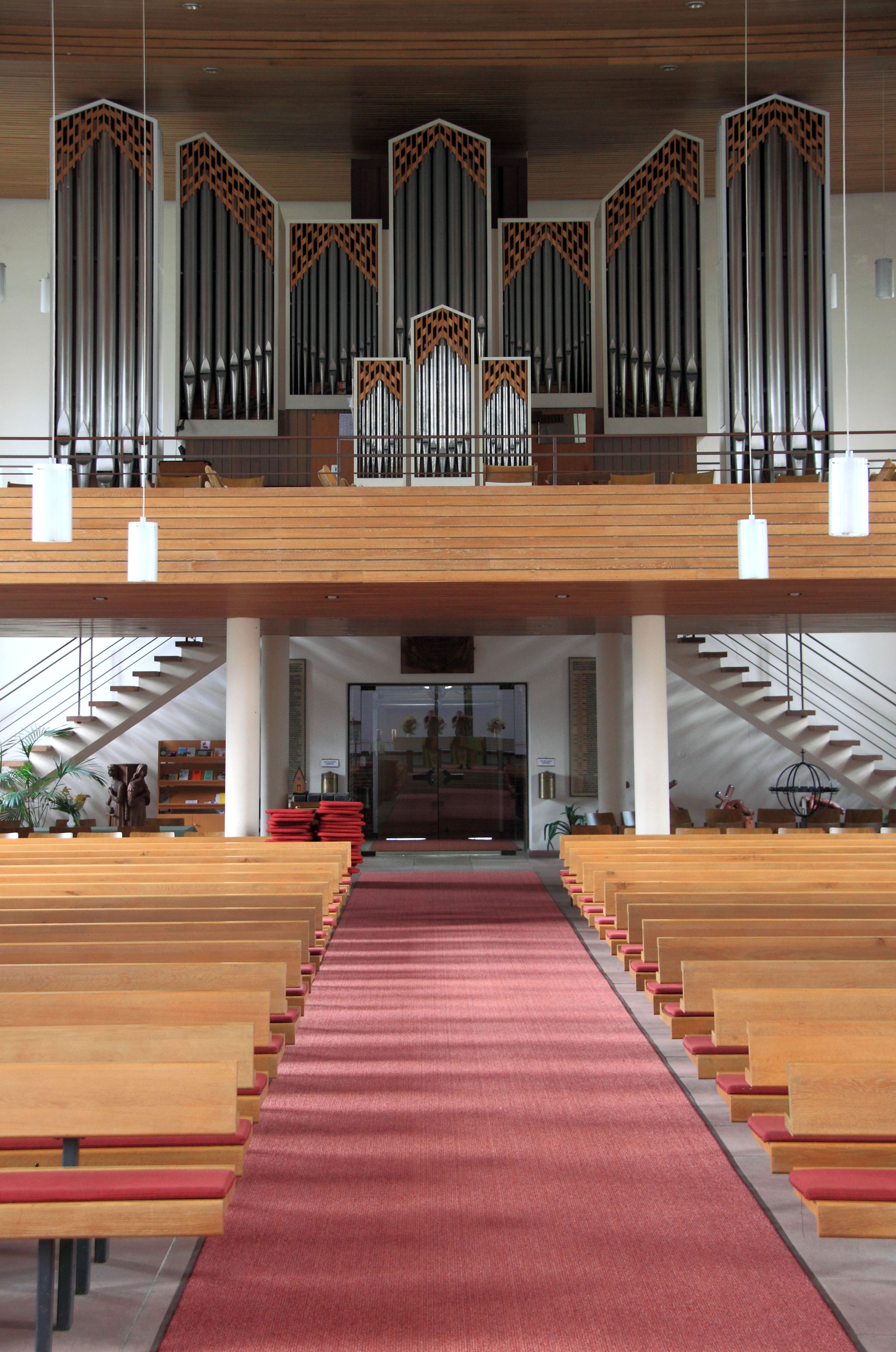
Führer-Orgel

Die Orgel wurde 1957 von Alfred Führer in Wilhelmshaven gebaut und nach dem Kirchenumbau 1967 dem Erscheinungsbild des neuen Raumes angepasst. 1987 wurde sie renoviert und entsprechend der fortentwickelten Orgelbautechnik neu intoniert. Sie hat 2178 Pfeifen, verteilt auf 32 Register, die von drei Manualen und einem Pedal angespielt werden.
Eine transportable Truhenorgel mit drei Registern – 1992 von Berend Veger und Winold van der Putten, Winschoten (NL), speziell für diese Kirche gefertigt – wird für Choreinstudierungen und -aufführungen, als Soloinstrument und für geistliche Kammermusik genutzt.
Die Stadtkirche ist ein kirchenmusikalisches Zentrum mit vielen verschiedenen musikalischen Angeboten während des ganzen Jahres.

## Pastoren
- → Liste der Pastoren der Stadtkirche Zur Heiligen Dreifaltigkeit (Delmenhorst)

## Quelle
Text ist zum Teil entnommen, mit freundlicher Genehmigung der Autoren, aus Kleiner Begleiter beim Gang durch die Evang.-luth. Stadtkirche zu Delmenhorst „Zur Heiligen Dreifaltigkeit“